# Пирс (модул МСС)
Пирс (у преводу са руског мол, кеј), други назив Модул за пристајање 1 (рус. Стыковочный отсек 1, енгл. Docking compartment 1), је модул за пристајање летелица са људскom посадом, или без ње, на руски сегмент Међународне свемирске станице. Један је од два наменска модула за пристајање (други је Поиск), а користи се и као хипобаричка комора приликом изласка космонаута у отворени свемир. Лансиран је у септембру 2001. године, а планирано је да се од МСС одвоји крајем 2017. како би на његово место дошао нови истраживачки модул Наука.

## Дизајн и конструкција
Модул Пирс има две основне функције — да обезбеди место за пристајање других свемирских летелица са  људском посадом или без ње и да се користи као хипобарична комора приликом изласка у отворени свемир. Модул поседује уграђене системе који се могу користити за трансфер горива од брода за снабдевање (Прогрес) до модула Звезда и Зарја, а ток може бити и обрнути (од модула станице ка Прогресу). Модул Пирс направила је руска компанија Енергија и сличан је модулу за пристајање који се користио на станици Мир. Дизајнирани век трајања модула у орбити је пет година, али он се користи више од 15 година.

## Лансирање
Модул Пирс лансиран је 14. септембра 2001. године ракетом Сојуз-У. За достављање у орбиту коришћен је модификовани погонски сегмент аутоматског брода за снабдевање Прогрес. Мисија је имала ознаку „4Р” (четврти руски сегмент лансиран ка МСС), односно Прогрес М-СО1. Два дана након лансирања модул Пирс пристао је на надир (доњу, окренуту ка Земљи) страну модула Звезда. Након тога спроведене су три свемирске шетње током којих је модул повезан са остатком станице и опремљен антенама и метама које ће се користити током приласка и пристајања свемирских летелица. Два Стрела крана су додата касније, мисијама СТС-96 и СТС-101 америчког спејс-шатла.

## Одвајање од станице
Првобитно је било планирано да се Пирс одвоји од станице 2014. године како би се отворило место за нови руски вишенаменски модул Наука. Међутим, рок је померен за 2017. делом због неколико неуспешних лансирања ракете Протон (која би требало да лансира Науку), а делом и због тога што је одређеним системима који су уграђени у нови модул истекао гарантни рок, па су морали да се уграде нови. Када до одвајања дође, Пирс ће постати први трајни модул МСС који је изведен из употребе. По одвајању од станице контролори из Москве навешће га на контролисани улазак у атмосферу (током чега ће се модул распасти) изнад јужног Пацифика.

## Галерија
- Пређите курсором преко фотографије за детаље
- Модул Пирс током изградње на Земљи
- Модул Пирс непосредно пред спајање са МСС
- Летелица Прогрес спојена са Пирсом
- Пирс током свемирске шетње у марту 2009. године (врата су отворена)

- Ентеријер модула Пирс
- Олег Котов у модулу Пирс
- Генадиј Падалка и Мајкл Финк са свемирским оделима
- Олег Кононенко отвара врата ка летелици Прогрес
- Генадиј Падалка ради у модулу Пирс